# Alexi Pitu
Alexi Pitu, né le 5 juin 2002 à Karlsruhe en Allemagne, est un footballeur roumain qui joue au poste d'ailier gauche au Vejle BK.

## Biographie

### En club
Né à Karlsruhe en Allemagne, Alexi Pitu est formé à l'Académie Gheorghe Hagi en Roumanie avant de rejoindre en 2018 le Viitorul Constanța. Il intègre très tôt le groupe professionnel lors d'un entraînement à l'hiver 2018, à seulement 15 ans et 7 mois. Pitu fait ses débuts en professionnel le 12 juillet 2018, lors d'une rencontre de Ligue Europa face au RFCU Luxembourg. Il entre en jeu en cours de partie à la place de Ianis Hagi ce jour-là, et son équipe s'impose sur le score de deux buts à zéro. Avec cette apparition il devient le plus jeune joueur roumain à faire ses débuts en coupe d'Europe, à 16 ans et un mois. Il bat ainsi le précédent record détenu par Marius Niculae avec ses 16 ans et 2 mois en 1997.
Le 26 janvier 2023, Alexi Pitu rejoint les Girondins de Bordeaux. Le jeune milieu roumain signe un contrat courant jusqu'en juin 2027.

### En sélection
Alexi Pitu représente l'équipe de Roumanie des moins de 17 ans de 2017 à 2019. Avec cette sélection il joue treize matchs et marque un but.
Alexi Pitu joue son premier match avec l'équipe de Roumanie espoirs le 7 septembre 2021, lors d'un match contre la Géorgie. Il entre en jeu à la place de David Miculescu et les deux équipes se neutralisent (1-1).

## Vie privée
Alexi Pitu est issu d'une famille de footballeurs. Son oncle Adrian Pitu (en) était professionnel et son père a notamment joué pour le club de Karlsruhe, dans la ville où Alexi est né.
De par son père, Alexi Pitu est d'origine aroumaine.